# Park Guy-lim
Dans ce nom coréen, le nom de famille, Park, précède le nom personnel Guy-lim.
Pour les articles homonymes, voir Park.
Park Guy-lim (en coréen : 박 규림) est une sauteuse à ski sud-coréenne, née le 27 février 1999 à Séoul.

## Biographie
Sa première compétition internationale importante a lieu aux 2016 à Rasnov, devenante la première sauteuse de l'équipe nationale sud-coréenne. Cette saison, elle court dans la Coupe continentale, y obtenant une onzième place pour ses débuts. En février 2017, elle se qualifie pour sa première épreuve dans la Coupe du monde, à Pyeongchang, où elle ramasse un point grâce à sa trentième place.
En décembre 2017, elle est notamment cinquième de la manche de Coupe continentale à Notodden. Quelques semaines plus tard, elle honore sa sélection aux Jeux olympiques à Pyeongchang, devant son public, pour terminer 35e et dernière de la compétition. En décembre 2018, encore à Notodden, elle fait mieux qu'il y un an pour monter sur son premier podium en Coupe continentale avec la troisième position.
Elle retrouve le top trente dans la Coupe du monde en mars 2020 à Lillehammer.

## Palmarès

### Jeux olympiques
| Épreuve / Édition | Pyeongchang 2018 |
| Individuel        | 35e              |

### Coupe du monde
- Meilleur classement général : 51e en 2020.
- Meilleur résultat : 30e.

#### Classements généraux annuels
| Année | Rang |
| 2017  | 60e  |
| 2020  | 51e  |

### Coupe continentale
- 1 podium.